# Protuprovalna vrata

## Uvod
Protuprovalna vrata, su vrata, koja služe za prevenciju od provala. Sve češća izloženost provalama, uvelike utječe na kupnju protuprovalnih vrata.

## Uobičajene vrste stambenih vrata
Sljedeće vrste vrata obično se koriste za stanovanje: masivna vrata, panel vrata (šuplje i čvrste jezgre), metalna vrata, obrubljena drvom i vrata s metalnim obrubom. Tipično, dovratnici su od masivnog drva. Stambena vrata također često sadrže drvo.

## Sigurnosne slabosti najčešćih stambenih tipova vrata
Sigurnosni testovi, koje je proveo Consumer Reports Magazin u 1990-tim, govore da, mnoga stambena vrata padaju, kad se na njih primjeni sila. Masivna vrata izdrže više sile nego vrlo češća metalna vrata, obrubljena drvom, koja se koriste u novijoj gradnji. Postoji širok asortiman proizvođača vrata. Premdor (sada Masonite) je izjavio, u jednoj od svojih brošura, pod nazivom "Premdor Ulazni sustavi" da su rezultati ispitivanja veliki. Čelična vrata su jača od drvenih vrata. Danas se prodaju puno različitih vrsta vrata, s različitim stupnjom izdržljivosti.
Consumer Reports magazin je također, izvijestio u svojim rezultatima testa, da okviri vrata, ako su niže kvalitete, često padaju, primjenom male sile na vrata.

## Taktika provalnika
Chula Vista projekt, smanjenja stambenih provala, dao je sljedeće rezultate: "Iz intervjua žrtava, saznali smo da u 87% slučajeva kod provala koje su se dogodile, lopovi zaključana vrata, obijaju s alatima kao što su odvijači ili željezne poluge. Provalnici ciljaju ona vrata, koja nemaju zasun za zaključavanje.

## Uređaji,dodaci i taktike za dodatnu sigurnost uz protuprovalna vrata
Alarmi - dizajnirani da upozore na provalu. To je često, tihi alarm, koji se aktivira pri otvaranju vrata, dok je alarm uključen, a policija i čuvari su upozoreni, bez znanja provalnika, veća je mogućnost da se provalnika uhvati.
Zastrašivanje provalnika CD-om ili MP3 uređajem- kada je takvo zastrašivanje u pitanju, zvuk je snimljen na CD-u, CD se uključuje, kada je vlasnik kuće daleko, te se izvan kuće ili stana čuju stanari, koji nisu trenutno kod kuće.
Pametni telefoni – novije tehnologije pametnih telefona i pametne brave se sve više koriste u obavještavanju i informiranju korisnika o provalama.
Mrtvi vijci - mnogi proizvođači izrađuju mrtve vijke, koji su otporni na, provaljivanje i obijanje brava. Međutim, većina mrtvih vijaka nije baš sigurna.
Mnogi mrtvi vijci su loše kvalitete, te pucaju prilikom provaljivanja u stan ili kuću.
Pojačanje za vrata protiv udaraca - općenito postoje dva proizvoda: pojačivać okvira, koji sprječava, razdvajanje okvira vrata i pojačivać udarne ploče, koji je izrađen, kako bi se spriječilo obijanje vrata iz okvira. Pojačanja okvira su metalne trake instalirane okomito ili iza dovratka, na zglobnoj strani poznate kao Birmingham šipke, i na strani udarne ploče su poznate kao londonske šipke. Udarna ploča učvršćuje zasunski džep, iza tankog okvira, izravno na dugme ili u drugom zidu.
Pojačanja za vrata - razni proizvodi, izrađeni su, kako bi se spriječilo raslojavanje i cijepanje protuprovalnih vrata. Limena ploča se može postaviti iza ili ispod zasuna i zamotati oko ruba vrata kako bi se spriječilo razbijanje vrata oko zasuna. Mogu se postaviti pločice na obje strane vrata, koje su povezane s vijcima, ili se mogu koristiti vijci, kako bi se spriječilo raslojavanje.
Lanci za vrata - omogućuju da vrata budu otvorena dovoljno da se može pogledati van, a da pri tome još uvijek ostanu zaključana.
Sekundarna, unutarnja brava – sadrži specijalizirane klizne vijke, specijalne kuke i kvake, metalni blokovi ili šipke montirane iznutra.
Špijunke - mali očni objektivi koji omogućuju stanovnicima, da vide van, bez da otvaraju vrata.
Prozori u vratima - postoje tri uobičajene metode za dodatnu sigurnost prozora u vratima ili pored vrata: sigurnosne šipke i rešetke, zaštitne folije (premazi koji se primjenjuju na staklo na prozorima da bi ga pojačali) ili sprječavanje pucanja prozora pomoću pleksiglasa, lexana i ostalih zamjenskih proizvoda za stakla.
Zglobni vijci - više specijaliziranih vijaka, koji sprečavaju da se vrata, jednostavno izvuku nakon uklanjanja zglobnih klinova. Često je zglobni klin postavljen iznutra, dok su vrata otvorena u zglobnu spojnicu, kako bi se spriječilo ispadanje spojnog klina bez otvaranja vrata.
Klizna vrata ili vrata za ulaz na terasu - postoje brojne specijalizirani proizvodi kako bi se spriječilo lako klizanje vrata.
Vidljivost - većina policijskih uprava preporučuje da se grmlje, koje se nalazi blizu vrata, obreže, kako bi se smanjila mogućnost skrivanja provalnika od javnosti.

## Proizvođači protuprovalnih vrata
U Hrvatskoj ne postoje proizvođači kompletnih vrata, već se u vrata sastavljaju od naručenih dijelova. 
Nap.  metalni dio vrata dolazi iz Austrijske firme AUSTRIA PROTECTOR gmbh, specijalizirane firme koja proizvodi metalne profile a domaći proizvođači im šalju dimenzije profila koje se upotrebljavaju u Hrvatskoj, te odgovaraju standardima gradnje prema DINU i starom YUSU.
Drveni dio vrata izrađuje Hrvatski proizvođač te odrađuje ostale poslove kao što je laminiranje specijalnim strojevima u kojima se laminira sirovi MDF panel tj. iverica. Uz takav način izrade postoji mogućnost izrade, rezanja i sastavljanja svih drvenih dijelova u istoj boji. Sastavljanje vrata na ovakav način daje priliku kupcima za naknadne promijene boje, panela ili sl.